# بورهيدريد الصوديوم
بورهيدريد  الصوديوم هو مركب كيميائي له الصيغة NaBH4، ويكون على شكل مسحوق بلوري أبيض.

## الخواص
- ينحل بورهيدريد  الصوديوم في كل من الماء، وثنائي ميثيل الفورماميد، لكنه بالمقابل لا ينحل في ثنائي إيثيل الإيثر.
- يتفكك هذا المركب بوجوده بالماء، وتكون سرعة التفكك معتمدة على pH الوسط.

في أوساط قلوية لها pH فوق 9 تكون سرعة التفكك بطيئة، بالمقابل في الأوساط الحمضية نكون سريعة.
نواتج التفكك عبارة عن ثنائي البوران B2H6 والهيدروجين
- في أوساط جافة يكون المركب ثابتاً حتى 400°س.

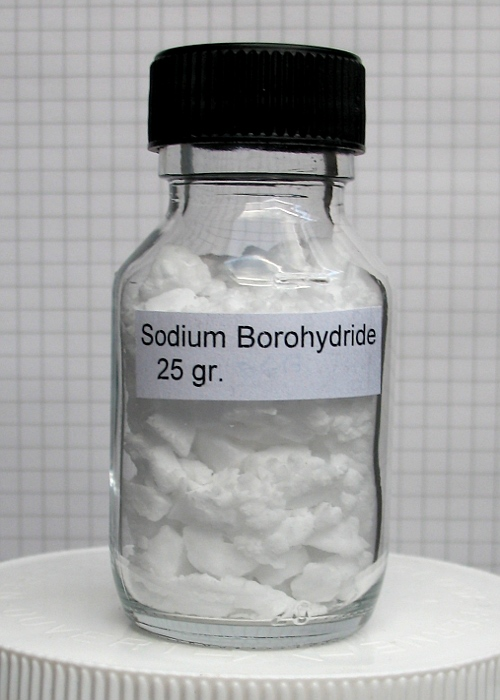
عينة من بورهيدريد الصوديوم

## التحضير
يحضر مخبرياً من معالجة ثلاثي مثيل إستر حمض البور بهيدريد الصوديوم عند 250°س

## الاستخدامات
- يستخدم لتحضير البورانات العليا حسب المعادلة

- يعد مرجع نوعي في تفاعلات الكيمياء العضوية، حيث يستخدم لإرجاع الألدهيدات، والكيتونات وذلك باستعمال ثنائي ميثيل الفورم أميد كـمحل.
- يستخدم في صناعة الورق وذلك لتبييض السيليولوز.